# きっとこれからも
『きっとこれからも』は、1994年12月16日に発売された、日本の歌手・須賀響子の1作目のアルバム。発売元はビクターエンタテインメント。『19回目のクリスマスはちょっと違う』と『冒険』はラジオ番組『爆裂スーパーファンタジー』のオープニングテーマに採用された。

## 収録曲
| #  | タイトル                             | 作詞・作曲 | 編曲         |
| -- | ------------------------------------ | ---------- | ------------ |
| 1. | 「冒険」                             | 並河祥太   | 加藤みちあき |
| 2. | 「19回目のクリスマスはちょっと違う」 | 久保田洋司 | 岩崎文紀     |
| 3. | 「あなたを守りたい」                 | 鈴木彩子   | 本間昭光     |
| 4. | 「FREE」                             | 尾関昌也   | 岩崎文紀     |
| 5. | 「この胸で思ってる」                 | 久保田洋司 | 本間昭光     |
| 6. | 「ピアスと心」                       | 並河祥太   | 本間昭光     |
| 7. | 「小さな足跡」                       | 鈴木彩子   | 本間昭光     |